# كلاتة بالا (باقران)
كلاتة بالا (بالفارسية: کلاته بابا) هي مستوطنة تقع في إيران في قسم باقران الريفي. يقدر عدد سكانها بـ 10 نسمة .